# Solanum dolosum
Solanum dolosum là loài thực vật có hoa trong họ Cà. Loài này được C.V. Morton ex S. Knapp miêu tả khoa học đầu tiên năm 1986.